# Хасха
Хасха (хак. сӧӧк Хасха) — Сеок (род) хакасской субэтнической группы качинцев.
Сеок Хасха (Хашха) является самым многочисленным среди качинских сеоков. Указанный сеок соответствовал административному роду Шалошин Качинской степной думы.

## Происхождение
Возникновение этнонима "хасха" (буквально белая полоса на лбу лошади), как утверждают хакаские легенды, было связано с мастью родового ызыха - рыжего коня с белой отметиной на лбу (хасха позырах ат). Это освящённый шаманом конь служит оберегом данного сеока. 
Не исключена возможность происхождения имени "хасха" от среднивекового титула князей енисейских кыргызов (т.е. белый, аристократичный род). 
Некоторые исследователи отождествляют хакасский сеок Хасха с историческими сведениями китайских источников о земле "Хэсыхэ", где в 13 веке было поселено 700 дворов чжирхэхусотайских кыргызов. Однако такие параллели наврядли обоснованны. 
Согласно свидетельству Г. Ф. Миллера, русское название "качи" или "качинцы" появилось в 18 веке от по имени их самого крупного сеока Хасха (Хашха). Русская форма "качи" затем была перенята хакасским населением как "хааш" (хаас), но уже в значении общего обозначения скотоводов Качинской степной думы. 
Этноним "кашка" широко распространен среди многих тюркоязычных народов. Он отмечается как подразделения тувинского сумона Соян (ах кашка, хара кашка), казахского племени Большого Жуза (каска), киргизских племён басыз, сары багыш, солто, тейит и костай (кашка) и как якутский род (каска). Исходя из данных фактов можно предположить его тюркское происхождение.

## Подразделения
Сеок Хасха имеет следующие подразделения
- Ах Хасха (70 различных фамилий)
- Хара Хасха (Котожековы, Монастыревы, Пакаяковы)
- Кок Хасха (Калмаковы)
- Сарыг Хасха (часть Тугужековых)
- Малчан Хасха (Часть Балгановых)
- Талчан Хасха (6 различных фамилий)
- Партан Хасха (6 различных фамилий)
- Ойрат Хасха (часть Чарковых, часть Огуржиных)
- Талгын Хасха (часть Шадриных)
- Силген Хасха (Нарылковы)
- Пилтир Хасха (часть Райковых, Балтыжаковы)

## Состав
Фамилии входящие в состав сеока Хасха
1. Абумов
2. Акияков
3. Аланов
4. Аскиров
5. Багажаков
6. Баканов
7. Бесметов
8. Ботин
9. Бухаров
10. Воробьяков
11. Галяшин
12. Добров
13. Доможаков
14. Ербягин
15. Жобияков
16. Заварзин
17. Итегенев
18. Ишметов
19. Казачкин
20. Какашкин
21. Калачев
22. Калмаков
23. Калямин
24. Катаев
25. Кашкин
26. Килченов
27. Кобежиков
28. Колтынов
29. Копкоев
30. Коркин
31. Котожеков
32. Котюшев
33. Кулагашев
34. Кульбижеков
35. Кызылаев
36. Кыргызаков
37. Макин
38. Мамонтов
39. Мангараков
40. Молоков
41. Монастырев
42. Монгажаков
43. Мохов
44. Норилков
45. Окунев
46. Пакаяков
47. Пантюшкин
48. Поляков
49. Помин
50. Почечеков
51. Притчин
52. Пьянков
53. Разумов
54. Саражаков
55. Сартыгашев
56. Сафьянов
57. Сучеков
58. Табанакин
59. Тазмин
60. Тангызов
61. Татаров
62. Таштандинов
63. Тодышев
64. Токумов
65. Тохтабаев
66. Трошкин
67. Тугужеков
68. Чаптыков
69. Чекраев
70. Чокуров
71. Чызыбаев
72. Шагырбаев
73. Шадрин
74. Шалгинов
75. Шалошин
76. Шахалдаев
77. Шимизбаев
78. Шишпанов
79. и ряд других фамилий